# ونتری (ایرلند)
ونتری (به انگلیسی: Ventry) یک منطقهٔ مسکونی در ایرلند است که در شهرستان کری  واقع شده‌است. ونتری ۴۲۳ نفر جمعیت دارد.